# Quintus Orfitasius Aufidius Umber
Quintus Orfitasius Aufidius Umber est un sénateur romain des Ier et IIe siècles, consul suffect en 97 et gouverneur impérial de Cappadoce-Galatie entre 100 et 103 pendant le règne de Trajan.

## Biographie
En 97, sous Nerva, il est consul suffect.
Il est gouverneur (légat d'Auguste propréteur) de Cappadoce-Galatie entre 100 et 103,. Il y remplace Titus Pomponius Bassus, en poste depuis 94, et précède Publius Calvisius Ruso Iulius Frontinus.